# سارا الگین
سارا اِلگین (انگلیسی: Sarah Elgin) یک دانشمند در زمینه زیست‌شیمی، زیست‌فیزیک، ژنتیک و اپی‌ژنتیک اهل ایالات متحده آمریکا است.
شهرت او به‌واسطهٔ پژوهش‌هایش در زمینه اپی‌ژنتیک، ساماندهی بیان ژن، هتروکروماتین‌ها و همچنین مشارکت‌هایش در زمینه آموزش علوم است.
سارا اِلگین پس از دریافت لیسانس در رشتهٔ شیمی در «کالج پامونا»، به مؤسسه فناوری کالیفرنیا رفت و در آنجا در سال ۱۹۷۲ پی‌اچ‌دی بیوشیمی گرفت. پس از فارغ‌التحصیلی یکی از اعضای هیئت علمی دپارتمان بیوشیمی و زیست‌شناسی مولکولی در دانشگاه هاروارد شد و آزمایشگاهش برای نخستین بار رنگ‌آمیزی ایمنی کروموزوم پلی‌تن را ابداع کرد که از غدد بزاقی مگس سرکه گرفته شده بود و همچنین از پیشگامان سنجش هضم نوکلئاز بود.
او عضو پیوستهٔ فرهنگستان هنر و علوم آمریکا، آکادمی ملی علوم و انجمن پیشبرد علوم آمریکاست.